# Popea Sabina la Mayor

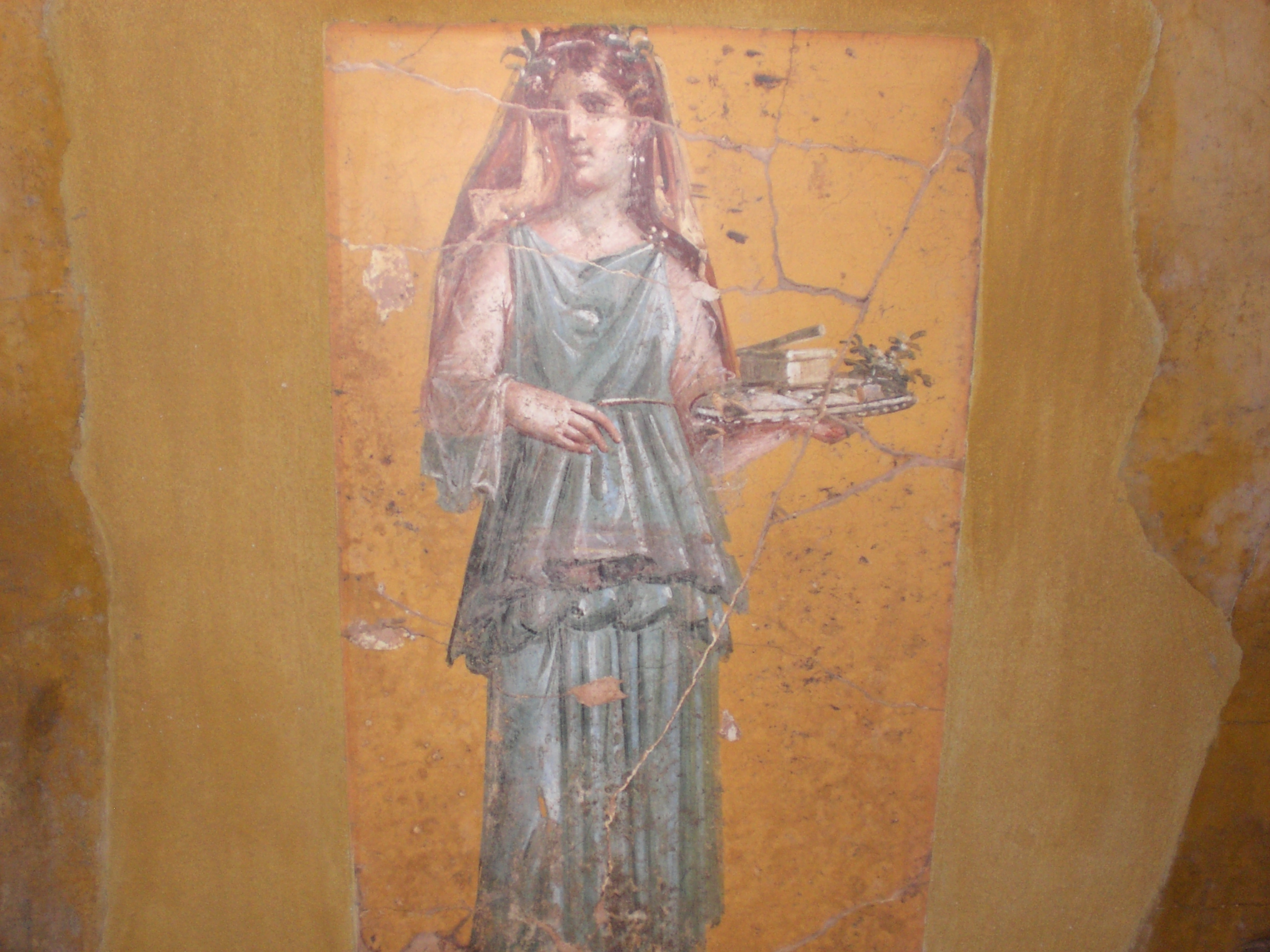
Pintura de una mujer romana.

Popea Sabina la Mayor (en latín, Poppaea Sabina Maior) fue la madre de la emperatriz Popea Sabina, apodada a menudo la Menor para distinguirla de su madre, muerta en el año 47 por intrigas de Mesalina, esposa del emperador Claudio. 

## Vida
Popea la Mayor fue hija del consular Popeo Sabino y estuvo casada con el cuestor Tito Olio, con quien fue madre de su famosa hija; tras enviudar en el 31, contrajo segundas nupcias con el senador Publio Cornelio Léntulo Escipión, consular en el año 24. 
Cuenta Tácito en los Anales que Popea, estando casada con Escipión, mantenía ilícitos amoríos con el actor Mnéster cuyas destrezas amatorias también pretendía Mesalina. Para quitar del camino a su rival, la emperatriz la calumnió alegando que cometía adulterio con el excónsul Décimo Valerio Asiático. Ante el temor de una larga condena, Popea se quitó la vida. Durante una cena en el palacio imperial, el despistado Claudio preguntó a Escipión por qué ya no le acompañaba su mujer y este se limitó a informarle de su sonado suicidio.
Valerio Asiático también se vio obligado al suicidio a causa de la misma infamia.